# Kościół Matki Bożej Królowej Polski w Dąbrowie Wielkiej
Kościół Matki Bożej Królowej Polski w Dąbrowie Wielkiej – rzymskokatolicki kościół parafialny należący do parafii pod tym samym wezwaniem (dekanat złotnicki archidiecezji gnieźnieńskiej).
Jest to kościół zbudowany w 1876 roku dla gminy protestanckiej. Po zakończeniu II wojny światowej świątynia została przekazana katolikom i wyremontowali ją wspólnym wysiłkiem mieszkańcy Dąbrowy Wielkiej. Początkowo był to kościół filialny należący do parafii Niepokalanego Poczęcia Najświętszej Maryi Panny w Nowej Wsi Wielkiej, od 1968 roku, dzięki dekretowi księdza kardynała Stefana Wyszyńskiego, pełni funkcję kościoła parafialnego.